# بکی کولینز
بکی کولینز (به انگلیسی: Becky Collins) (زادهٔ ۱۹۴۴) شناگر اهل ایالات متحده آمریکا است.